# Портрет непознате жене
Портрет непознате жене, познате и као Непозната жена, Непозната дама или Странац (рус. Неизвестнаиа) је слика руског уметника Ивана Крамскоја настала 1883. Модел, чији идентитет није познат, је жена тихе снаге и отвореног погледа. Слика је једно од најпознатијих руских уметничких дела, иако су бројни критичари били огорчени када је слика први пут изложена и осудили су оно што су доживели као приказ охоле и неморалне жене. Популарност дела је расла са променом јавног укуса.
Слика се налази у Третјаковској галерији у Москви, док се ранија верзија, такође из 1883. године, налази у Кунстхајле Килја.

## Опис и пријем
Портрет непознате жене комбинује елементе жанровске и портретне традиције у уметности.
Жена је обучена је у капут од црног крзна и сомота, крзнену капу, са кожним рукавицама. Она седи у отвореној кочији на Аничковом мосту у Санкт Петербургу.
Њен идентитет нису утврдили историчари уметности. Крамској је слику насловио Непозната и није је поменуо ни у било којем писму или запису, што је довело до многих спекулација и потоње загонетне репутације слике.
Портрет непознате жене изазвао је сензацију када је први пут слика била изложена, више због теме него због естетике дела. Бројни критичари су претпоставили да је жена била проститутка. Један критичар је слику описао као приказ „кокете у кочији“, док је други писао о „провокативно лепој жени, сва у сомоту и крзну, која вам баца подругљиво сензуални поглед из луксузне кочије – није ли ово један од излива великих градова који пуштају на улице презрене жене обучене у одећу купљену за цену њихове женске чедности“. Крамској је приметио: „Неки људи су рекли да се не зна ко је ова жена. Да ли је пристојна, или се продаје? Али у њој је читава епоха“.
Павел Третјаков је одбио да купи слику за своју галерију. Међутим, популарност слике је брзо расла, делимично јер је лепота греха постала популарна тема међу следећом генерацијом руских уметника. Портрет је описан као „необично светао, густо обојен и опуштен. Крамској је очигледно настојао да заблиста својим изузетним сликарским мајсторством.“
Слика је коришћена као омот за нека издања Ане Карењине Лава Толстоја. Године 2008, кустос Гугенхајма Валери Хилингс приметила је да „Многи људи само мисле да је онабепти попут Ане Карењине. Она има тај неки посебан осећај, ту посебну рускост“.